# Dainagon
Dainagon (大納言), a vegades traduït com 'gran conseller', era un càrrec governamental en el sistema feudal japonés o ritsuryô.
S'institucionalitzà al 702 pel Codi Taihō. Els que ocupaven el càrrec eren senyors de Tercer Rang. Assistien a l'Udaijin (ministre de la Dreta) i al Sadaijin (ministre de l'Esquerra).

## Llista de Dainagon
1. Soga no Hatayasu (672)
2. Kose no Fita (672)
3. Ki no Ushi (672)
4. Ôtom no Makuta (683)
5. Príncep Toneri (683)
6. Ôtom no Miyuki (701)
7. Abe no Miushi (701)
8. Isonokami no Maro (701 - 704)
9. Fujiwara no Fuhito (701 - 708)
10. Ki no Maro (701 - 705)
11. Ôtom no Yasumaro (705 - 714)
12. Nagaya (718 - 721)
13. Abe no Yadonamaro (718 - 720)
14. Tahiji no Ikemori (721 - 730)
15. Fujiwara no Muchimaro (729 - 734)
16. Ôtom no Tabito (730 - 731)
17. Tachibana no Moroe (737 - 738)
18. Fujiwara no Toyonari (740 - 749)
19. Kose no Nademaro (749 - 753)
20. Fujiwara no Nakamaro (749 - 757)
21. Ishikawa no Toshitari (758 - 762)
22. Fun'ja no Kiyomi (762 - 764)
23. Fujiwara no Nagate (764 - 766)
24. Príncep Shirakabe (futur emperador Kônin) (766 - 770)
25. Fujiwara no Matate (766)
26. Kibi no Makibi (766)
27. Yuge no Kiyohito (768 - 770)
28. Ônakatomi no Kiyomaro (768 - 771)
29. Fun'ja no Ôchi (771 - 777)
30. Fujiwara no Uona (771 - 778)
31. Iso no Kamiyakatsugu (780 - 781)
32. Fujiwara no Tamaro (781)
33. Fujiwara no Korekimi (782 - 783)
34. Fujiwara no Tsugutada (783 - 790)
35. Fujiwara no Oguromaro (790 - 794)
36. Ki no Funemori (791 - 792)
37. Ki no Kosami (796 - 797)
38. Príncep Kami (796 - 798)
39. Príncep Ichishi (798 - 805)
40. Fujiwara no Otomo (806 - 807)
41. Fujiwara no Uchimaro (806)
42. Fujiwara no Sonohito (810 - 812)
43. Sakanoue no Tamuramaro (810 - 811)
44. Fujiwara no Fuyutsugu (818 - 821)
45. Fujiwara no Otsugu (821 - 825)
46. Yoshimine no Yasuyo (828 - 830)
47. Fujiwara no Tadamori (828 - 838)
48. Kiyohara no Natsuno (830 - 832)
49. Minamoto no Tokiwa (838 - 840)
50. Fujiwara no Chikanari (840 - 842)
51. Tachibana no Ujikimi (842 - 844)
52. Fujiwara no Yoshifusa (843 - 848)
53. Minamoto no Makoto (848 - 857)
54. Fujiwara no Yoshimi (856 - 857)
55. Abe no Yasuhito (857 - 859)
56. Minamoto no Sadamu (859 - 863)
57. Minamoto no Hiromu (859 - 863)
58. Taira no Takamune (864 - 867)
59. Tom no Yoshio (864 - 866)
60. Fujiwara no Ujimune (867 - 870)
61. Minamoto no Tôru (870 - 872)
62. Fujiwara no Mototsune (870 - 872)
63. Minamoto no Masaru (872 - 882)
64. Fujiwara no Tsuneyuki (872 - 875)
65. Minabuchi no Toshina (876 - 877)
66. Fujiwara no Yoshiyo (882 - 891)
67. Fujiwara no Fuyuo (882 - 887)
68. Minamoto no Yoshiari (891 - 896)
69. Fujuwara no Tokihira (897 - 899)
70. Fujiwara no Takafuji (899 - 900)
71. Minamoto no Hikaru (899 - 901)
72. Fujiwara no Sadakuni (902 - 906)
73. Fujiwara no Kunitsune (902 - 908)
74. Minamoto no Sadatsune (908)
75. Fujiwara no Tadahira (911 - 914)
76. Minamoto no Tatau (913 - 914)
77. Minamoto no Noboru (914 - 918)
78. Fujiwara no Michiakira (914 - 920)
79. Fujiwara no Sadakata (920 - 924)
80. Fujiwara no Kiyotsura (921 - 930)
81. Fujiwara no Nakahira (927 - 933)
82. Fujiwara no Yasutada (930 - 936)